# Kalvárie v Motole
Přírodní památka Kalvárie v Motole se skládá ze dvou navzájem oddělených skalních území po obou stranách Plzeňské ulice u Motolského krematoria v Praze 5. Zatímco jižní strana je poměrně odlehlým lesem, v severní části byl zřízen na přelomu šedesátých a sedmdesátých let 20. století lesopark, sloužící dnes nedalekému řepskému sídlišti jako rekreační oblast.
Území bylo vyhlášeno chráněnou přírodní památkou v roce 1982. Má rozlohu 3,71 ha a rozkládá se v nadmořské výšce 285 až 318 metrů. Nachází se na území katastru Motol. Skládá ze dvou částí, obě dominantní výšiny po stranách Plzeňské ulice jsou tvořeny prvohorními horninami.
Lokalita je známá skálou vypínající se nad korytem Motolského potoka doplněná křížem. Původně toto místo vypadalo zcela jinak než v současnosti; v osmdesátých letech 20. století musela část kalvárie ustoupit výstavbě moderní čtyřproudé komunikace s tramvajovým pásem.

## Historie

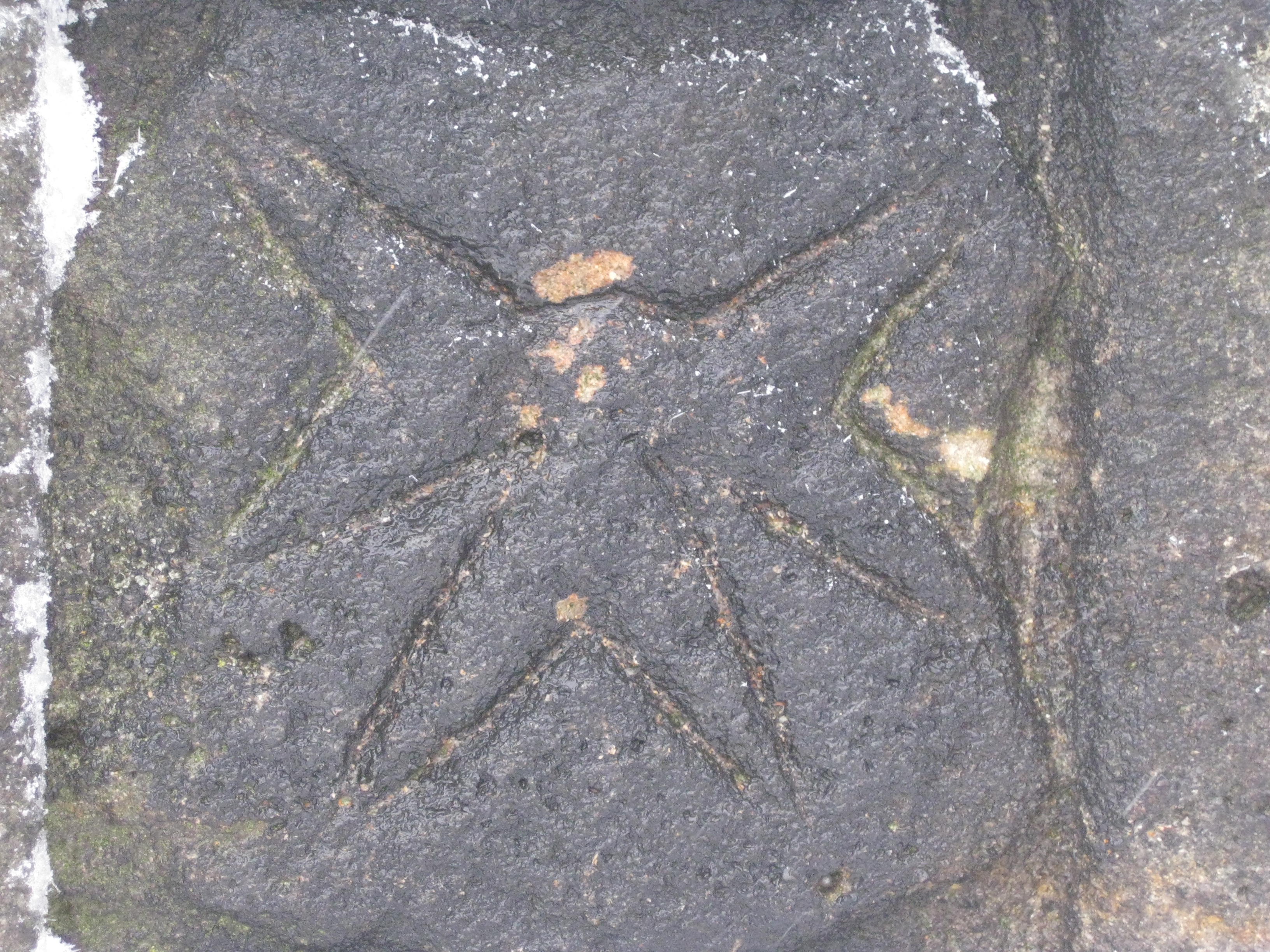
Maltézský kříž

Nápadná bazaltová skála nad Motolským údolím se tyčí nedaleko od areálu krematoria. Nepřehlédnutelný kříž s letopočtem 1721 je vidět již z dálky na jejím vrcholu, na kterém se umístil znak maltézských Rytířů hospitalitů. Jedná se o nejstarší rytířský řad na světě, kterému patřil mlýn pod skalou, zvaný také Motolský nebo Maltézský. Mlýn je poprvé zmiňován roku 1574 jako mlýn Tomanovský. V tomto roce Václav Zajíc z Házmburka dovoluje Janu Tomanovi postavit v Motole nový vodní mlýn. Za třicetileté války byl mlýn zničen a na čas zpustl. Později jej, stejně jako další objekty v Motole, vlastnil řád Maltézských rytířů. Současná pozdně barokní podoba budovy je z druhé poloviny 18. století, fasáda byla částečně upravena klasicistně. Mlýn představuje hodnotnou ukázku hospodářské stavby vhodně zasazené do krajinného prostředí.V současně době mlýn je nepřístupný a je bez funkčního vodního motoru. Již v 19. století byla Kalvárie oblíbeným místem pro výlety a odpočinek, například v roce 1846 sem historik Václav Vladivoj Tomek přivedl své přátele Pavla Josefa Šafaříka a Karla Havlíčka Borovského. Joachim Barrande na lokalitě objevil ve svahu dvě naleziště zkamenělin.
Chráněné území bylo využíváno v minulosti jako pastvina. Po ukončení této činnosti v padesátých letech našeho století docházelo k pozvolnému zarůstání území. Jak bylo už řečeno okrajové části chráněného území byly zčásti narušeny výsadbami borovice černé (Pinus nigra) a akátu (Robinia pseudoacacia).

## Přírodní poměry

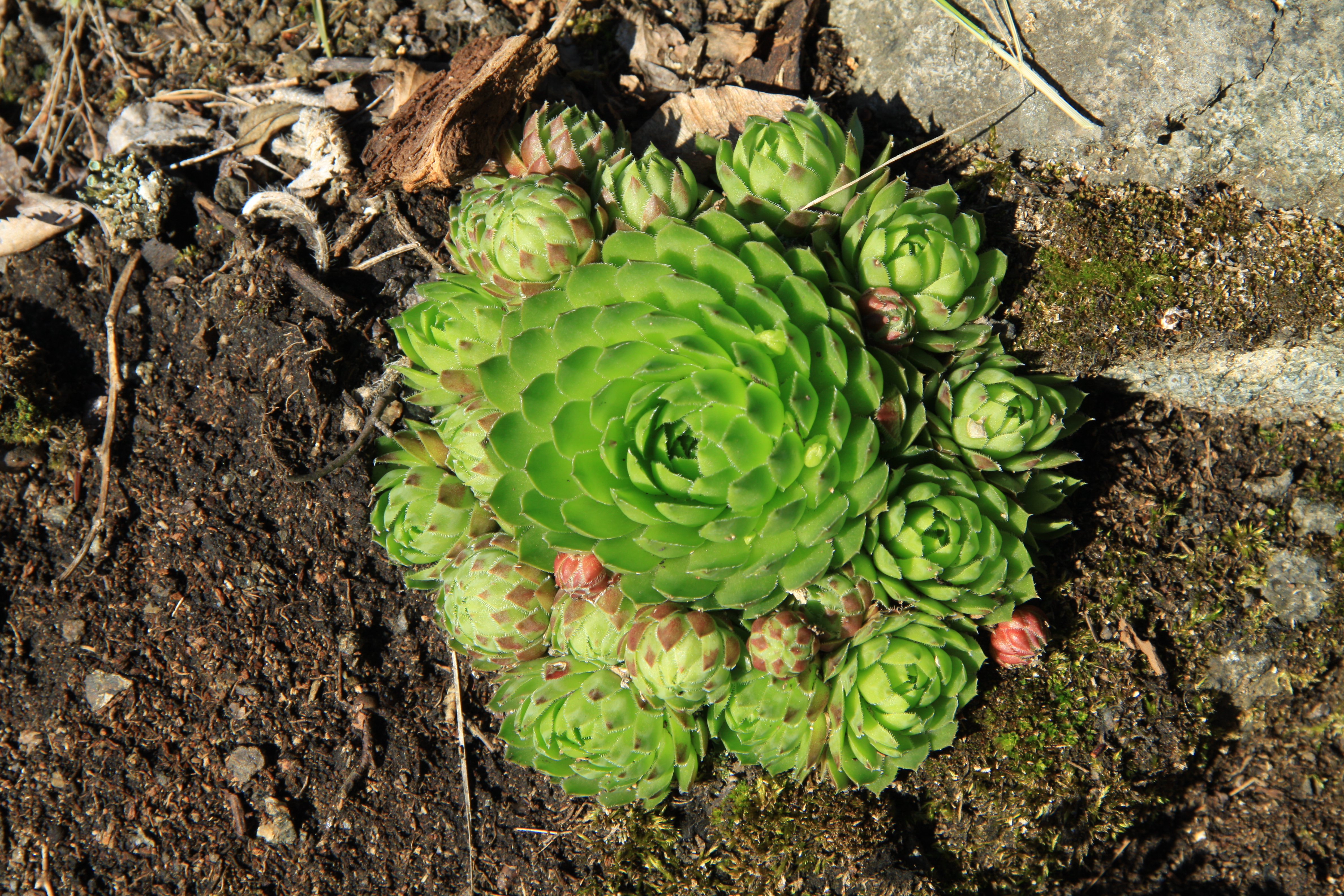
Netřesk výběžkatý rostoucí na lokalitě

### Geologie
Jde o typickou lokalitu motolského souvrství spodního siluru, jedna se o zvláštní geomorfologický útvar s výchozy bazaltových hornin a břidlic silurského stáří. Stratotyp oblastní litografické jednotky motolského souvrství tvoří zářez Plzeňské silnice a přilehlý svah Motolského údolí proti významnému geomorfologickému prvku Kalvarie. Výchoz v rýze Plzeňské ulice je jednou z nemnoha spodních oblastí tohoto souvrství; vyskytuje se zde jak graptolitová, tak i negraptolitová fauna, např. ramenonožci (Niorhynx niobe a Valdaria budili) a hlavonožci. Mozaikovitý půdní profil je tvořen bazickými rankery, místy rankerovými kambizemi až pararendzinami.

### Flóra

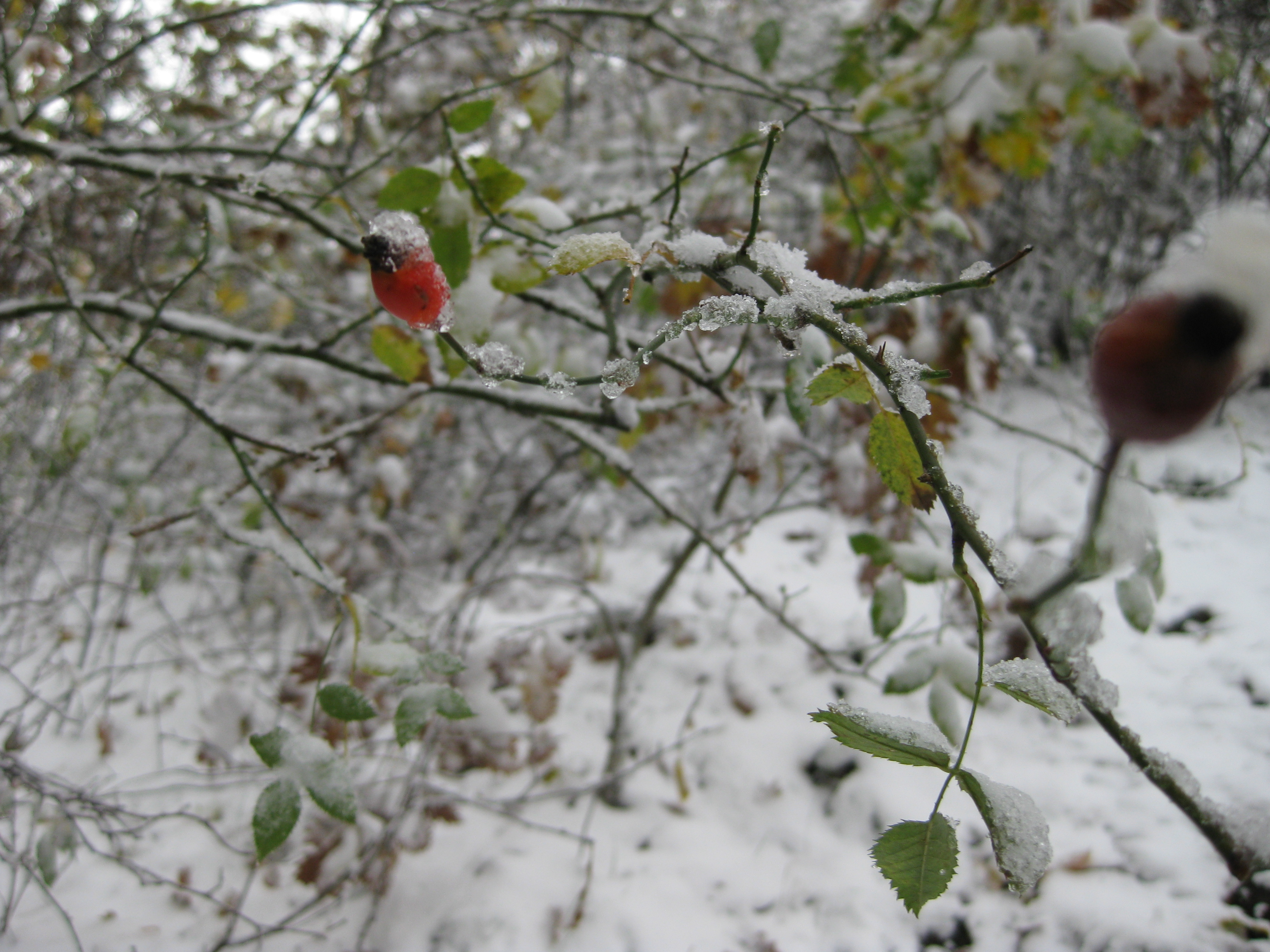
Růže šípková v zimě

Na území této přírodní památky se můžeme setkat s borovicí černou (Pinus nigra), modřínem opadavým (Larix decidua) a smrkem ztepilým (Picea abies) a také s trnovníkem akátem (Robinia pseudoacacia), kterým od konce 19. století opakovaně zalesňují[kdo?] bezlesé skály. I přes to však zůstaly zachované nezalesnitelné jižní stráně s nezapojenou skalní vegetací, kde je hojně rozšířena bělozářka liliovitá (Anthericum liliago) a naopak vzácný výskyt čtyř druhů kavylů: kavyl vláskovitý (Stipa capillata), kavyl Ivanův (Stipa joannis), kavyl sličný (Stipa pulcherrima), kavyl tenkolistý (Stipa tirsa) a reliktu česneku tuhého (Allium strictum), který najdeme v dost početné populaci na skále s křížem; toto místo je jedno z jeho nemnoha lokalit v Čechách. Také zde najdeme koniklec luční (Pulsatilla pratensis).
Na severních svazích skal, a to včetně míst pod porostem borovice černé roste pěchava vápnomilná (Sesleria albicans) a pcháč panonský (Cirsium pannonicum), avšak větší část porostu tvoří sveřep vzpřímený (Bromus erectus) a při kraji lesního podrostu byl zaregistrován výskyt jetelu alpínského (Trifolium alpestre). Kdežto nad pravým břehem Motolského potoka, v západní části památky je malý zbytek habrové javořiny (Aceri-Carpinetum), také tam roste dymnivka dutá (Corydalis cava). Vcelku tuto část můžeme charakterizovat jako lesní porost s některými prvky suťového lesa a podrostem hájových jarních bylin.

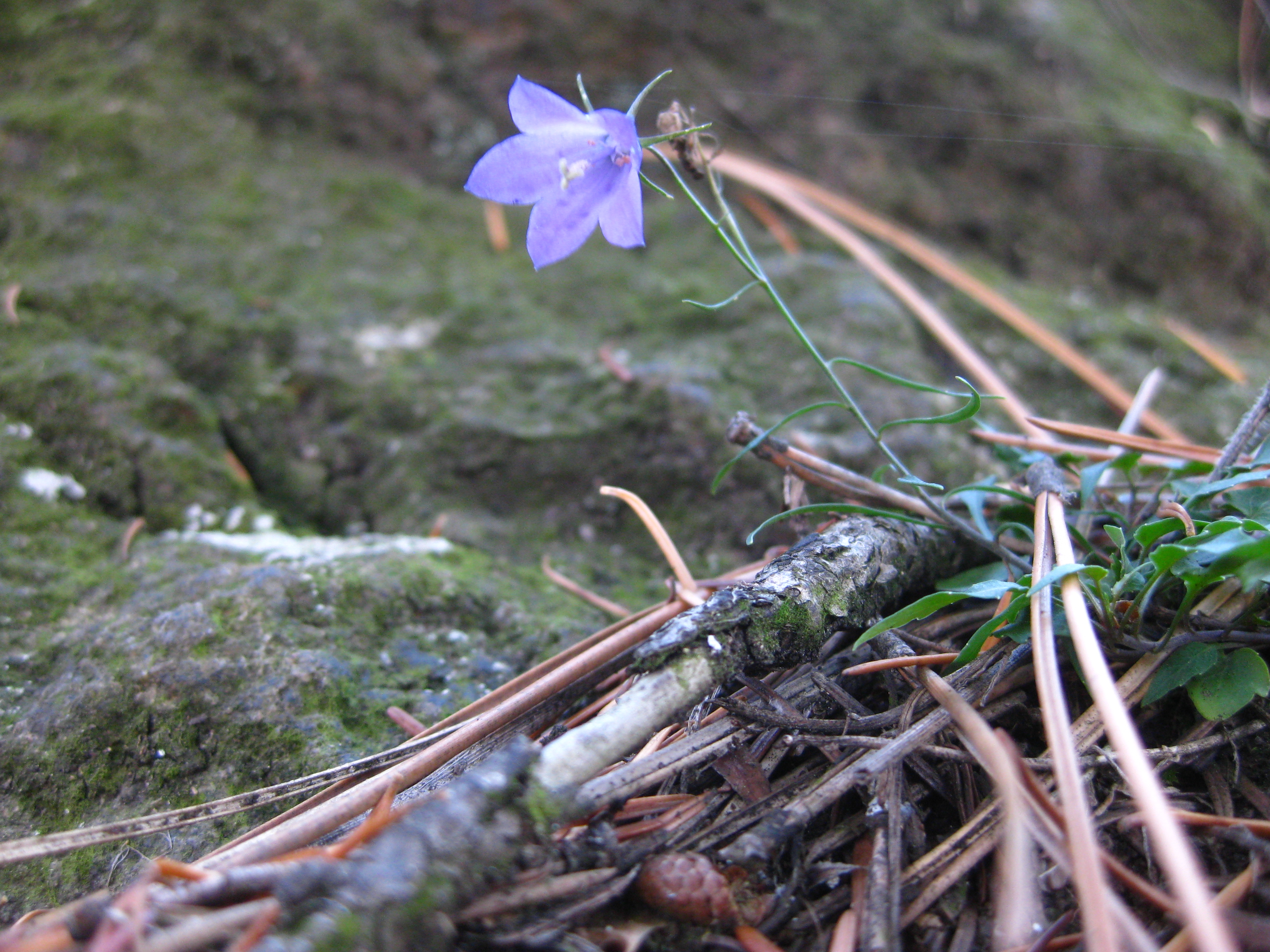
Zvonek

Další druhy, které se na lokalitě vyskytují, jsou např. silenka ušnice (Silene otites), řebříček (Achillia millefolium agg.), česnek šerý horský (Allium senescens subsp. montanum), pelyněk ladní (Artemisia campestris), lnička maloplodá (Camelina microcarpa), chrpa latnatá (Centaurea stoebe), svlačec rolní (Convolvulus arvensis), skalník celokrajný (Cotoneaster integerrimus), hvozdík kartouzek (Dianthus carthusianorum), hadinec obecný (Echium vulgare), jestřábník chlupáček (Hieracium pilosella), netřesk výběžkatý (Jovibarba globifera), smělek štíhlý (Koeleria macrantha), lipnice cibulkatá (Poa bulbosa), mochna písečná (Potentilla arenaria), mochna stříbřitá (Potentilla argentea), růže šípková (Rosa canina), krvavec menší (Sanguisorba minor), rozchodník šestiřadý (Sedum sexangulare) a rozchodník bílý (Sedum album), čistec přímý (Stachys recta), ožanka kalamandra (Teucrium chamaedrys).

### Mykoflóra
Význam lokality spočívá v přítomnosti některých vzácných teplomilných břichatek, např. nehojné hvězdovky kvítkovité (Geastrum floriforme), vzácné žaludice lysé (Disciseda calva), žaludice tuhé (Disciseda bovista) a prášivky žaludicovité (Bovista tomentosa).

### Fauna

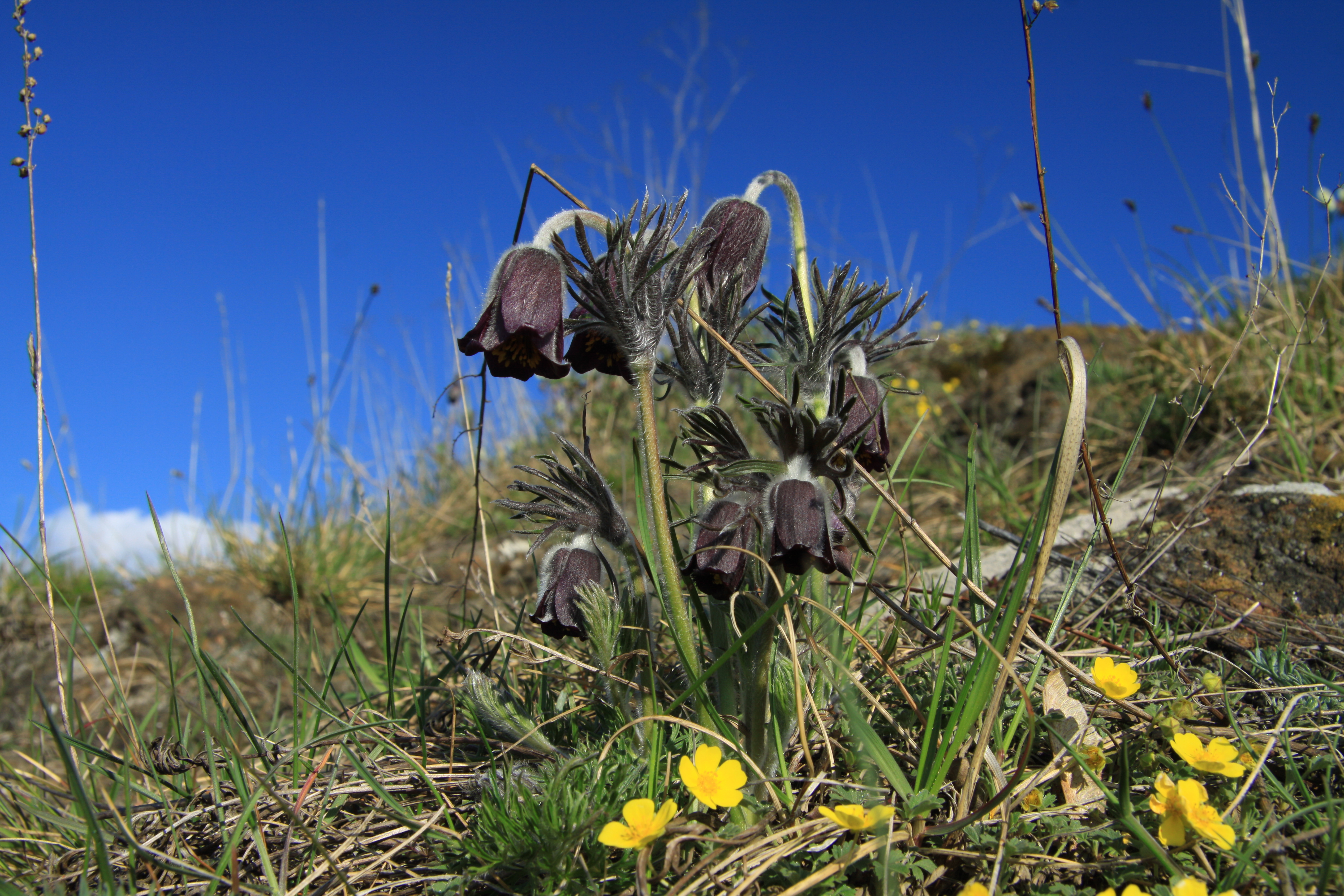
Koniklec luční

Vyskytují se zde například bezkřídlí terikolní nosatci (Acalles Commutatus) a (Echinodera hypocrita), které žijí na území listnatého suťového lesa na svahu se severní expozice a dokazují, že malá svahová plocha přirozeného listnatého lesa ve východní části PP je zbytkem lesního porostu, který se v této oblasti udržel několik set let. Též zde byli zaznamenáni střevlíci Carabus intricatus, Carabus nemoralis a Abax carinatus, Abax ater, Abax parallelepipedus a taky vzácný brouk (Triplax rufipes).

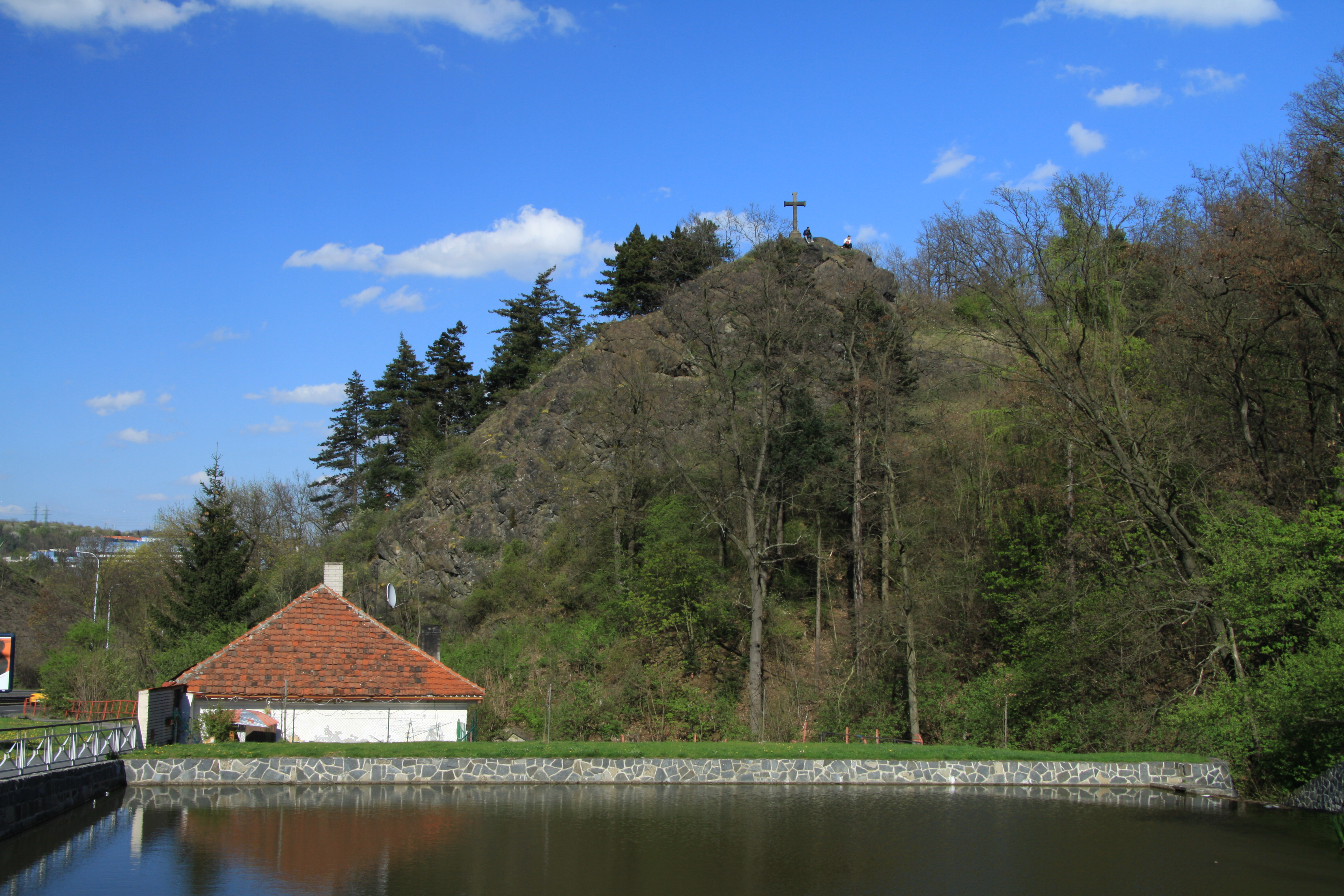
Pohled na lokalitu od bývalého mlýna

Kdežto na jižních svazích pozůstatků skalních stepi žijí teplomilné druhy bezobratlovců – hlemýžď páskovka žíhaná (Cepaca vindobonensis), ze brouků Olisthopus sturmii, Harpalus pumilus, Timarcha goettingensis, Luperus xanthopoda, Longitarsus celticus, Cassida pannonica, Apion penetrans, Sitona inops,Sitona longulus, Gymnaetron plantaginis, Otiorhynchus fullo, Trachyphloeus alternans, Trachyphloeus spinimanus, Trachyphloeus angustisetulus, Trachyphloeus asperatus, Brachysomus villosulus a zatím jediný nález v Čechách brouka Brachysomus subnudus. Také se zde vyskytují teplomilní pavouci jako stepník rudý (Eresus cinnaberinus), zápřednice zelenavá (Cheiracanthium virescens), drobná pavučenka sfingová (Trichopterna cito) anebo černá skálovka (Zelotes electus). Co se týče půdních organismů, vyskytuje se zde teplomilná škvorovka Catajapyx aquilonarius. Ze plazů v této lokalitě žije bohatá populace ještěrky obecné (Lacerta agilis).
Ze ptáků jsou hojně rozšířené takové hajní druhy jako drozd zpěvný (Turdus philomelos), budníček menší (Phylloscopus collybita) a mlynařík dlouhoocasý (Aegithalos caudatus). Dříve na travnatých plochách převládal bohatý výskyt sysla obecného (Spermophilus citellus), ale bohužel už vymizel.

## Ochrana

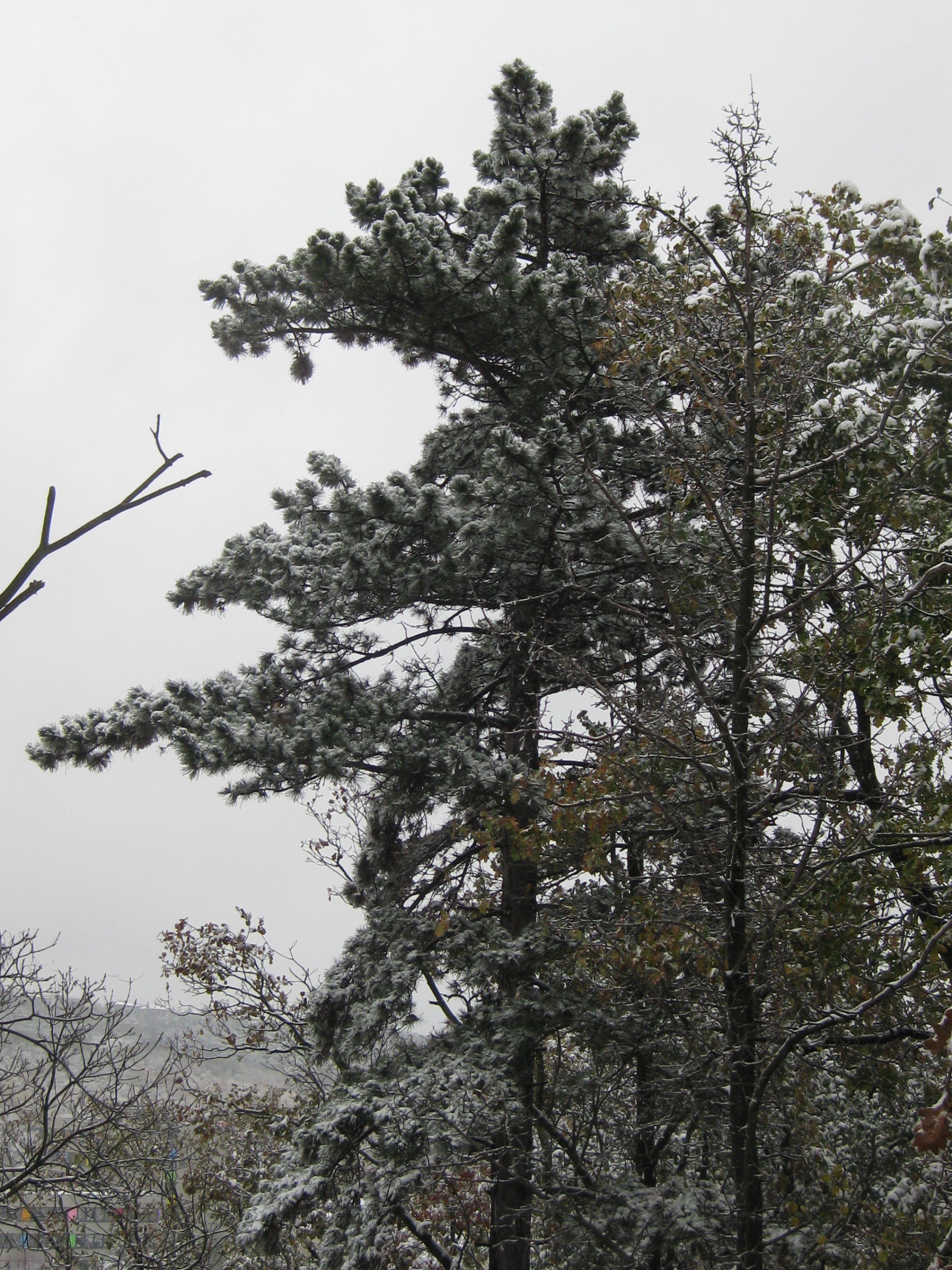
Borovice černá

Cílem ochrany je zajistit nerušenou existenci geologických objektů a umožnit jejich další studium, jakož i zachovat poslední zbytky přirozených společenstev (skalní step, lesní porost lipové javořiny).
Území je dlouhodobě pod silným vlivem člověka. Minimálně celá severní část území byla v minulosti kompletně odlesněna a zřejmě zde probíhala pastva. Současné lesy vznikly pod vlivem intenzivní hospodářské činnosti. Území patří do systému městské zeleně Prahy. Přírodní památka má význam zejména z hlediska geomorfologického a geologického; jedná se o geomorfologický fenomén a přírodní ekosystém. Podstatné jsou v tomto ohledu výchozy silurských diabasů a břidlic, a xerotermní vegetace.
V místech jmenovaných geologických odkryvů je prioritní uchování geologických fenoménů a jejich ochrana před sukcesí vegetace, jmenovitě před zarůstáním dřevinami. Při péči o geologické odkryvy nelze aplikovat chemické přípravky pro zamezení vegetační sukcese. Jedinou možnou výjimkou je aplikace arboricidů na řeznou plochu pařezů po odstranění akátu. V ostatních částech území preferovat přirozený vývoj lesního porostu s přirozeným druhovým složením.
Geologické fenomény i nelesní biotopy jsou ohroženy zarůstáním dřevinami. Celé ZCHÚ je pod silným vlivem dopravy, protože mezi jeho dvěma částmi vede jedna z nejfrekventovanějších komunikací Prahy. V některých částech je území poškozováno v souvislosti se vstupem obyvatel na plochu ZCHÚ.
Základními principy péče o lesy musí být:
- preference přirozené druhové skladby, postupné odstraňování druhů nepůvodních (dubu červeného, smrku, borovice černé; omezení až vyloučení borovice celkově), trvale eliminovat trnovník akát v celém ZCHÚ
- těžba je možná pouze individuální, mimo odstranění výše zmíněných druhů pouze výjimečná
- ponechat všechny dřeviny přirozené druhové skladby větších dimenzí na dožití a následné zetlení; výjimkou mohou být fyzicky nestabilní stromy, které ohrožují bezpečnost – ty je možno pokácet, ale jejich hmotu ponechat na ploše k úplnému zetlení
- v ekosystému ponechat veškeré mrtvé dřevo

Péče o nelesní pozemky: zamezení sukcese dřevin, aby nedocházelo k poškozování geologických fenoménů. Současně s tím bude zajištěna další existence významných vegetačních prvků - společenstev skalních stepí. Toho bude dosaženo úplnou likvidací dřevin (křovin i stromů) na ploše obou segmentů.
Křoviny a další dřeviny vyřezávat v období mimo vegetační sezonu.
Další sukcesi dřevin na horní hraně svahu by mělo být zamezeno pravidelným kosením těchto míst, které též udrží výskyt xerothermních trávníků v těchto místech. Kosení nemusí být prováděno na celé lokalitě jednorázově, ale část trávníků (asi jedna třetina až polovina) by měla být ponechána jako biotop např. pro přežití a další vývin některých druhů hmyzu a pro dozrání semen, která se mohou na lokalitě dále šířit.

## Turismus
Z jižní strany památky je znamenitý pohled na okolí; stojí zde skála s kamenným křížem. Pod skálou se nachází mlýn, který dříve patřil hospitalitům. Lokalita tohoto území je špatně přístupná, nejsou zde turisticky značené cesty. Turisticky zajímavý může být fakt, že jižní část území je součástí přírodního parku Košíře-Motol a nedaleko leží chráněné území Motolský ordovik. Pro milovníky geocachingu je zde ukryta „keška“. Existuje možnost ubytování, vedle se nachází několik hotelů a parkoviště, dobré tramvajové spojení.